# Лычков, Семён Никифорович
Семён Ники́форович Лычков 19 [31] июля 1801, Киев — 5 [17] марта 1877, Киев — киевский купец 1-й гильдии, и. д. киевского городского головы в 1853—1854 годах, потомственный почетный гражданин.

## Биография
Родился 19 (31) июля 1801 года в Киеве. Отец, Никифор Иванович Личков, был купцом 3-й гильдии, в конце XVIII — начале XIX века вместе со старшим братом Алексеем переселился из Калуги в Киев и основал здесь свою торговлю. Имел недвижимость на Подоле. Кроме Семена, имел еще сыновей Александра (03.07.1800—1840), Михаила (1802 — 6.12.1862), Алексея (1804—8.4.1880) и Николая (19.08.1809—1855). Никифор Лычков умер в 1818 году.
В 1834 году мать Семёна, Анна Матвеевна Лычкова, стала киевской купчихой 2-й гильдии и находилась с семьей в этой гильдии к смерти в 1844 году. После ее смерти купеческую лицензию оплачивал Семён Лычков с братьями Алексеем и Михаилом.
В 1835 году был избран гласным вновь учрежденной Киевской городской думы, причем баллотировался и на должность городского головы. В 1838 году замещал исправлявшего должность городского головы П. П. Елисеева во время его отъездов по торговым делам. После смерти И. И. Ходунова исправлял должность городского головы в 1853—1854 годах.
В 1868 году купцы 2-й гильдии братья Лычковы стали учредителями Киевского городского общества взаимного кредита, а в 1870 году были удостоены почетного отзыва Всероссийской мануфактурной выставки в Санкт-Петербурге «за сукно крашеное в шерсти».
Среди прочего, Семён Лычков владел бумажной фабрикой в местечке Ковшиловка Радомысльского уезда Киевской губернии, сгоревшей в 1876 году.
Скончался в 1877 году.